# Marie-Christine Dalloz
Marie-Christine Dalloz (* 10. Januar 1958 in Saint-Claude) ist eine französische Politikerin. Sie ist seit 2007 Abgeordnete der Nationalversammlung.
Dalloz arbeitete ab 1981 zuerst als Bankkauffrau und dann als Vermögensberaterin. 1995 wurde sie zur Bürgermeisterin der kleinen Gemeinde Martigna im Département Jura gewählt. Dem folgte 2001 der Einzug in den Generalrat des Départements. Von 2004 bis 2008 war sie dessen Vizepräsidentin. Bei den Parlamentswahlen 2007 kandidierte Dalloz im zweiten Wahlkreis des Départements Jura für die UMP und zog in die Nationalversammlung ein. 2012 wurde sie als Abgeordnete wiedergewählt.